# Argiope katherina
Argiope katherina är en spindelart som beskrevs av Claude Lévi 1983. Argiope katherina ingår i släktet Argiope och familjen hjulspindlar. Inga underarter finns listade i Catalogue of Life.